# اولکساندر رزانوف
اولکساندر رزانوف (اوکراینی: Олександр Геннадиевич Резанов) (۶ اکتبر ۱۹۴۸ – ۵ سپتامبر ۲۰۲۴) بازیکن هندبال اهل اتحاد جماهیر شوروی و اوکراین بود.
رزانوف در ۵ سپتامبر ۲۰۲۴ و در ۷۵ سالگی درگذشت.